# چشم‌اندازهای اروپا
چشم‌اندازهای اروپا (به انگلیسی: Visions of Europe) یک فیلم مجموعه‌ای، شامل ۲۵ فیلم کوتاه به کارگردانی ۲۵ کارگردان مختلف از اروپا محصول ۲۰۰۴ است.

## فهرست فیلم‌های کوتاه
1. یان تروئل: منگوله‌های زرد، سوئد
2. کریستوفر بو: Europe Does Not Exist، دانمارک
3. Laila Pakalnina: It'll Be Fine، لتونی
4. فاتح آکین: Die bösen alten Lieder، آلمان
5. Teresa Villaverde: Cold Wa(te)r، پرتغال
6. مارتین شولیک: The Miracle، اسلواکی
7. فرانچسکا کومنچینی: Anna Lives In Marghera، ایتالیا
8. شاروناس بارتاس: Children Loose Nothing، لیتوانی
9. Constantine Giannaris: Room For All، یونان
10. بلا تار: سرآغاز، مجارستان[۲]
11. Aisling Walsh: Invisible State، ایرلند
12. ماوگوژاتا شوموفسکا: Crossroad، لهستان
13. تونی گاتلیف: Paris By Night، فرانسه
14. تئودور ون گوگ: Euroquiz، هلند
15. Christos Georgiou: My Life on Tape، قبرس
16. پیتر گرینوی: European Showerbath، بریتانیا
17. Arvo Iho: Euroflot، استونی
18. باربارا آلبرت: Mars، اتریش
19. Kenneth Scicluna: The Isle، مالت
20. Stijn Coninx: Self Portrait، بلژیک
21. Andy Bausch: The Language Schoole، لوکزامبورگ
22. Damjan Kozole: Europa، اسلوونی
23. ساشا گدئون: Unisono، جمهوری چک
24. آکی کائوریسماکی: Bico، فنلاند
25. میگل ارموسو: Our Kids، اسپانیا